# Woodeaton
Woodeaton is een civil parish in het bestuurlijke gebied South Oxfordshire, in het Engelse graafschap Oxfordshire met 80 inwoners.